# 방울뱀
방울뱀(영어: rattlesnake)은 살무사과에 속하는 방울뱀속(Crotalus)과 꼬마방울뱀속(Sistrurus) 독사의 통칭이다. 약 65-70 여 종으로 이루어져 있다. 아메리카 대륙의 고유종으로, 캐나다의 앨버타주 남부와 브리티시컬럼비아주 남부에서 남아메리카의 아르헨티나 중부에 걸쳐서 분포한다.
꼬리 끝에 여러 개의 각질 고리가 연결되어 있으며, 이들 각질 고리는 속이 비어 있어 약간만 움직여도 서로 마찰되어 소리가 난다. 이 고리는 탈피할 때마다 하나씩 떨어져 나간다. 방울뱀이 소리를 내게 된 것은 아메리카에 서식하는 들소와 같이 큰 동물을 놀라게 하여 밟히지 않게 하기 위한 수단이란 설이 있는 만큼, 공격하기 전에 경고의 수단으로 방울을 흔들어 적을 멀리 쫓아 버리지만, 때로는 먹이를 물고 나서야 소리를 내는 경우도 있다. 방울뱀은 위턱에 있는 두 개의 독니로 독을 분비하는데, 독은 위턱의 눈 밑에 있는 한 쌍의 분비선에서 만들어진다. 방울뱀은 독니를 사용하지 않을 때는 입 안으로 접어 두었다가, 화가 나서 공격할 때는 입을 크게 벌리고 세운다. 방울뱀의 대부분은 난태생으로 한 배에 10마리 정도를 낳는다. 주로 쥐, 개구리 등을 잡아먹는다.
방울뱀은 보통 사막 지역에서 사는데 뜨거운 사막 땅에 최대한 닿지 않으려고 몸에 한 부분을 들어올려서 움직인다.